# Sinead Keenan
Sinead Keenan (27 de diciembre de 1977) es una actriz irlandesa con amplia gama de trabajos en televisión, películasy créditos. Es más conocida por los espectadores irlandeses en el papel de Farrah Phelan en Ciudad Justa y conocida por espectadores del Reino Unido como Nina Pickering en hombre lobo de la BBC Three como un ser sobrenatural, el cual empezó en TV en 2009. Ha sido miembro de reparto regular desde que la temporada 3 empezó en 2011. En noviembre de 2011, el compañero de Keenan Russell Tovey anunció que lo dejaría para trabajar en  exclusiva en la sitcom de BBC Tres, Him & Her. El 9 de enero de 2012,  el director Toby Whithouse confirmó en Twitter que Keenan no aparecería en la cuarta temporada de la obra sobrenatural.

## Biografía
Keenan es la mayor de tres hermanos. Su hermano más joven y hermana, Rory y Grainne, son  también actores. Creció en Dublín, Irlanda.Fue al  University College Dublín  y tiene un grado en Sociología e Historia. De niña quería ser abogada porque le encantaba la serie de abogados de EE.UU, Matlock, pero cuando se hizo más mayor se dio cuenta de que hecho quería  jugar el papel de un abogado, no ser uno.

## Carrera
El primer papel de Keenan fue en 1999, cuando era la novia adolescente de Cillian Murphy en la película, Sunburn. Después de que esto,  protagonizó a Farrah Phelan en telenovela irlandesa Ciudad Justa durante un año. Ha declarado que la encantaría volver con otro papel a Ciudad Justa. Keenan participó en la  película En la Nariz con el actor Robbie Coltrane Cracker. Después como actriz invitada en La Ciudad del Asesinato, en series comoTaggart, Doctores  y como protagonista en Conspiración de películas de Silencio y Problema con Sexo, antes de aterrizar en la serie de Kelly Hawkins en ITV Emotivo Wallpaper, que estuvo en cartelera dos temporadas. 
En su papel como Nina Pickering con Toby Whithouse en  Ser humano  la actriz, y su química con su novio en  pantalla Russell Tovey hizó que editasen el guión para mantener papel de Keenan en la serie. 
Tras su éxito en Ser Humano, Keenan ha actuado de actriz invitada en Victoria Madera, Mid Navidad de Vida, Agatha Christie  Poirot, David y Testigo Silenciosos y los episodios finales de Doctor Who.
Durante su carrera, Keenan ha tenido raíces fuertes en el teatro que deviene un miembro del Royal Shakespeare Real Company(RSC), haciendo el papel de Hermia en Un Midsummer el sueño y La Evie de la noche en el juego original, El Piloto americano. Protagonizado la  Comedia de Errores. En marzo de 2018, Keenan ganó el Premio a la actriz de la Real Sociedad Televisiva con el papel de Melanie Jones en el chico Pequeño Azul. En abril de 2018, fue nominada como Actriz Principal en BAFTA Premio de televisión con la misma obra.
Keenan protagonizó en el Jimmy McGovern y Gillian Juckes Cuidado de obra, en BBC Uno el 9 de diciembre de 2018.

## Filmografía

### Televisivo
| Año          | Título                              | Función                      | Notas                                                                                 |
| ------------ | ----------------------------------- | ---------------------------- | ------------------------------------------------------------------------------------- |
| 1999         | Ciudad justa                        | Farrah Phelan                |                                                                                       |
| 2001         | El Cassidys                         | Lisa Cassidy                 |                                                                                       |
| 2004         | Ciudad de asesinato                 | Young madre                  | Serie 1, Episodio 5                                                                   |
| 2007         | Taggart                             | Alic Martin                  | Serie 23, Episodio 3 - Tenement                                                       |
| 2008         | Doctores                            | Elena                        | Serie 10, Episodio 22 - Larp                                                          |
| 2008         | Emotivo Wallpaper                   | Kelly Hawkins                |                                                                                       |
| 2009         | Escaparate de comedia               | Wendy                        | Serie 2, Episodio 4 - El Asombroso Dermot                                             |
| 2009 @– 2011 | Siendo Humano                       | Nina Pickering               | Serie Un, Episodios 2@–6, Serie Dos, Episodios 1@–4, 7, 8. Serie Tres, Episodios 1@–8 |
| 2009         | Agatha Christie Poirot              | Nora Brent                   | Serie 12, Episodio 1 - Los Relojes                                                    |
| 2009         | Doctor Que                          | Addams                       | El Fin De Tiempo - Separar Uno y Dos                                                  |
| 2009         | Victoria Madera Mid Navidad de Vida | El secretario de Delia Smith |                                                                                       |
| 2010         | Victoria Madera Poco Cracker        | Señora Whitefield            | Corto para Cielo1                                                                     |
| 2011         | Testigo silencioso                  | Naomi Silverlake             | Serie 14, Episodio 1@–2 - Una Mente Culpable                                          |
| 2012         | Servicio de labio                   | Nora                         | Serie 2                                                                               |
| 2013         | Londres irlandés                    | Bronagh                      | Canal 4                                                                               |
| 2013         | El Cinco(ish) Doctores Reboot       | Un Doctor Quiénes abanican   | BBC Botón Rojo                                                                        |
| 2015         | Tío (serie de televisión)           | Maggie                       | Serie 2, Episodio 5 - Una Mente Culpable                                              |
| 2017         | Poco Chico Azul                     | Melanie Jones                |                                                                                       |
| 2018         | Cuidado                             | Claire                       | Obra de 90 minutos por Jimmy McGovern y Gillian Juckes                                |
| 2019         | Porteros                            | Dr. Bartholomew              | Serie 2, 5 episodios                                                                  |
| 2019         | Agua profunda                       | Roz                          | ITV                                                                                   |

#### Aspectos personales
| Año  | Título                    | Función | Notas                         |
| ---- | ------------------------- | ------- | ----------------------------- |
| 2009 | Doctor Quién Confidencial | Ella    | Señores y Maestros, Allons-y! |
| 2011 | Alan Carr: Chatty Hombre  | Ella    | Serie 5, Episodio 7           |

### Película
| Año  | Título                   | Función        | Notas                        |
| ---- | ------------------------ | -------------- | ---------------------------- |
| 1999 | Sunburn                  | Margaret       | La primera función de Keenan |
| 2001 | En La Nariz              | Sinead Delaney |                              |
| 2003 | Conspiración de Silencio | Majella        |                              |
| 2004 | Mente Del Delito         | Carrie         | Película de televisión       |
| 2006 | Problema Con Sexo        | Kathy          |                              |

### Radiofónico y CD obra de audio
| Año  | Título                       | Función         | Compañía de producción / de estación radiofónica |
| ---- | ---------------------------- | --------------- | ------------------------------------------------ |
| 2011 | Delitos De Mancunia          | DCI Lise Lazard | Radio de BBC 4                                   |
| 2014 | Doctor Que: Iteraciones de I | Aoife           | Producciones de Llegada grande                   |

| Año  | Título                            | Función | Notas / de teatro       |
| ---- | --------------------------------- | ------- | ----------------------- |
| 2003 | Mujeres leales                    | Adele   | El Teatro de Corte real |
| 2005 | El Piloto americano               | Evie    | El Otro Sitio           |
| 2005 | Comedia de Errores                | Luciana | Shakespeare real Teatro |
| 2006 | Un Midsummer el sueño de la noche | Hermia  | Novello Teatro          |

## Premios y nombramientos
| Año  | Organización                                 | Premio         | Trabajo         | Resultado | Ref.  |
| ---- | -------------------------------------------- | -------------- | --------------- | --------- | ----- |
| 2018 | Programa de Sociedad Televisivo real Premios | Actor (Hembra) | Poco Chico Azul |           | [ 5 ] |
| 2018 | BAFTA Premios de televisión                  | Actriz mejor   | Poco Chico Azul |           |       |